# Grande salle hypostyle
 (avril 2020).
Si vous disposez d'ouvrages ou d'articles de référence ou si vous connaissez des sites web de qualité traitant du thème abordé ici, merci de compléter l'article en donnant les références utiles à sa vérifiabilité et en les liant à la section « Notes et références ».
La grande salle hypostyle est située à l'intérieur du temple de Karnak, dans l'enceinte d'Amon-Rê. C'est l'un des monuments les plus visités de l'Égypte antique. Cette structure a été construite autour de la XIXe dynastie (vers. 1290-1224 av. J.-C.). Son dessin a été initialement introduit par Hatchepsout, au nord-ouest de la chapelle d'Amon dans la terrasse supérieure de Deir el-Bahari. Le nom fait référence au modèle architectural de salle hypostyle.
La grande salle hypostyle couvre une zone de 5 000 m2. Le toit, maintenant tombé, était soutenu par 134 colonnes en seize rangées ; les deux rangées centrales sont plus élevées que les autres (10 m de circonférence et 24 m de haut).
La salle n'a pas été construite, comme les premiers savants l'avaient pensé, par Horemheb ou Amenhotep III, mais bien par Séthi Ier qui a gravé des inscriptions sur l'aile nord de la salle[réf. nécessaire]. La décoration de l'aile sud a été complétée par Ramsès II, pharaon de la XIXe dynastie. Une série de pharaons qui lui succèdent — en particulier Ramsès III, Ramsès IV et Ramsès VI — ajoutèrent des inscriptions sur les murs et les colonnes dans des lieux que leurs prédécesseurs avaient laissés en blanc. Le côté nord de la salle est décoré en hauts-reliefs, principalement le travail de Séthi Ier. Le côté sud de la salle est complété par Ramsès II, en bas-relief bien qu'il ait utilisé le haut-relief au tout début de son règne, avant de passer au style de bas-relief et de rééditer ses propres hauts-reliefs. Ramsès II a également usurpé la décoration de son père le long des principales voies processionnelles nord-sud et est-ouest de la salle, donnant à l'observateur occasionnel l'idée qu'il était responsable du bâtiment. Cependant, la plupart des reliefs de Séthi Ier dans la partie nord de la salle ont été respectés.

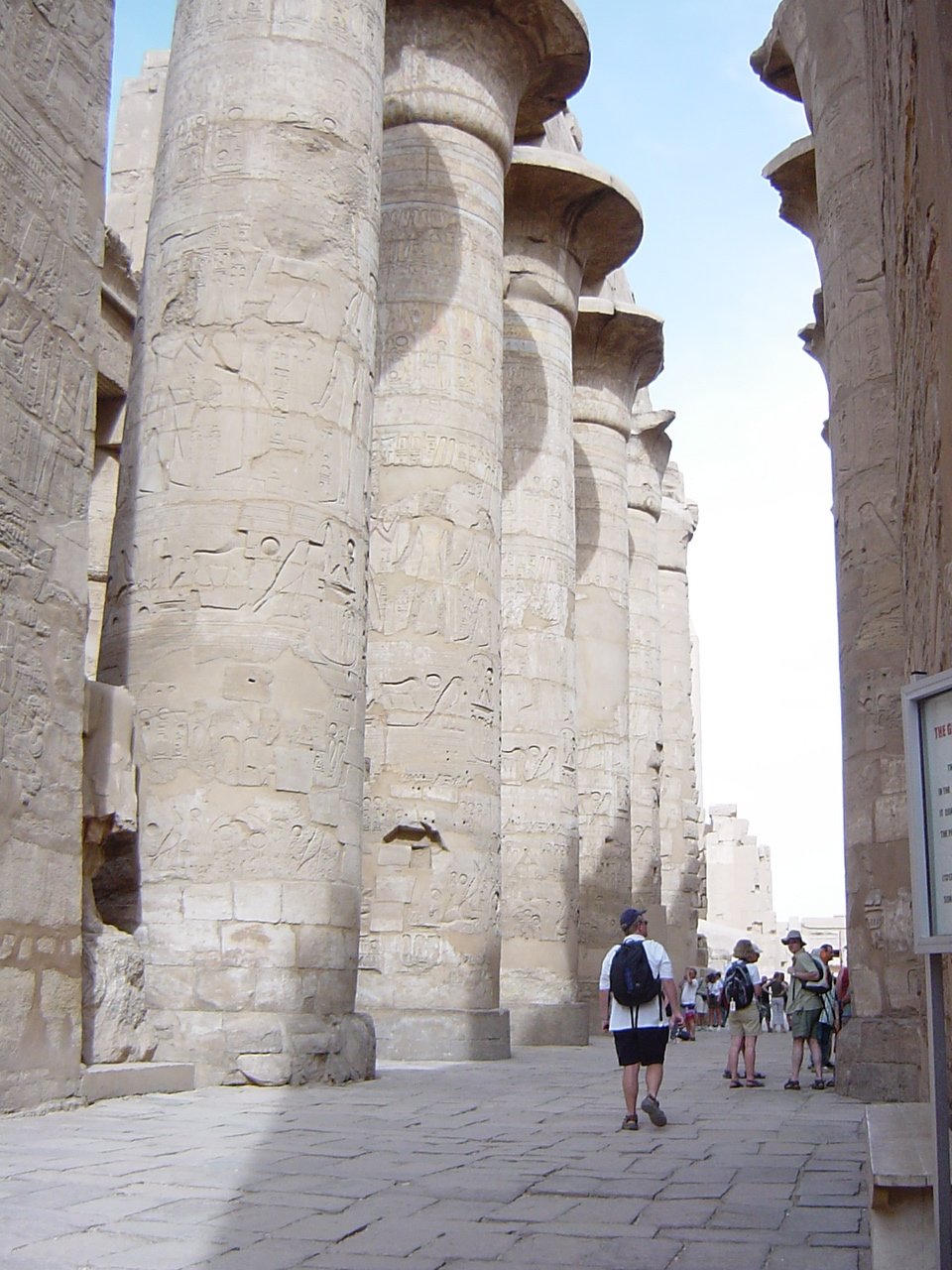
Entrée de la salle hypostyle.
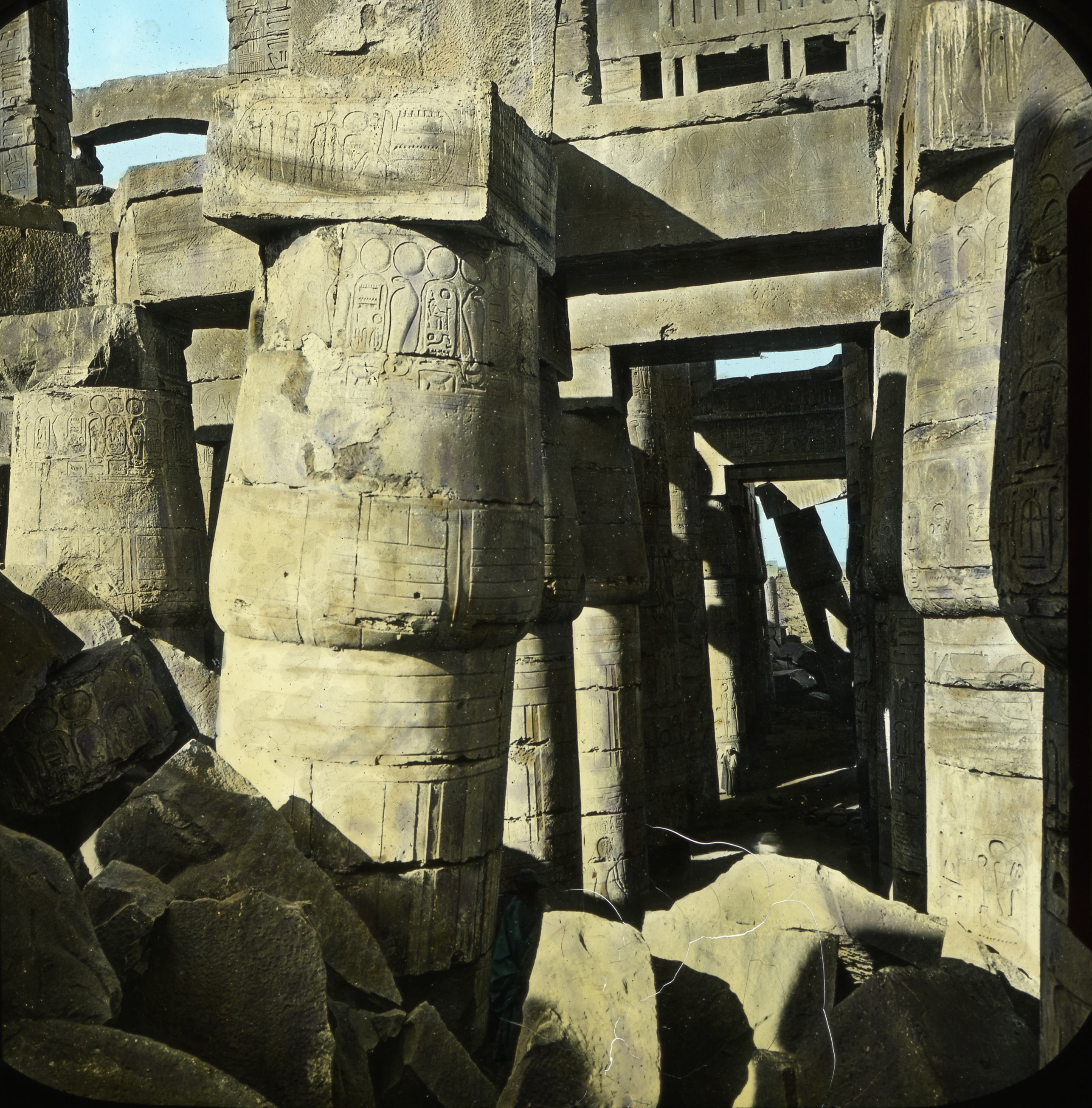
Karnak, grande salle hypostyle, Joseph Hawkes, Archives du Brooklyn Museum.
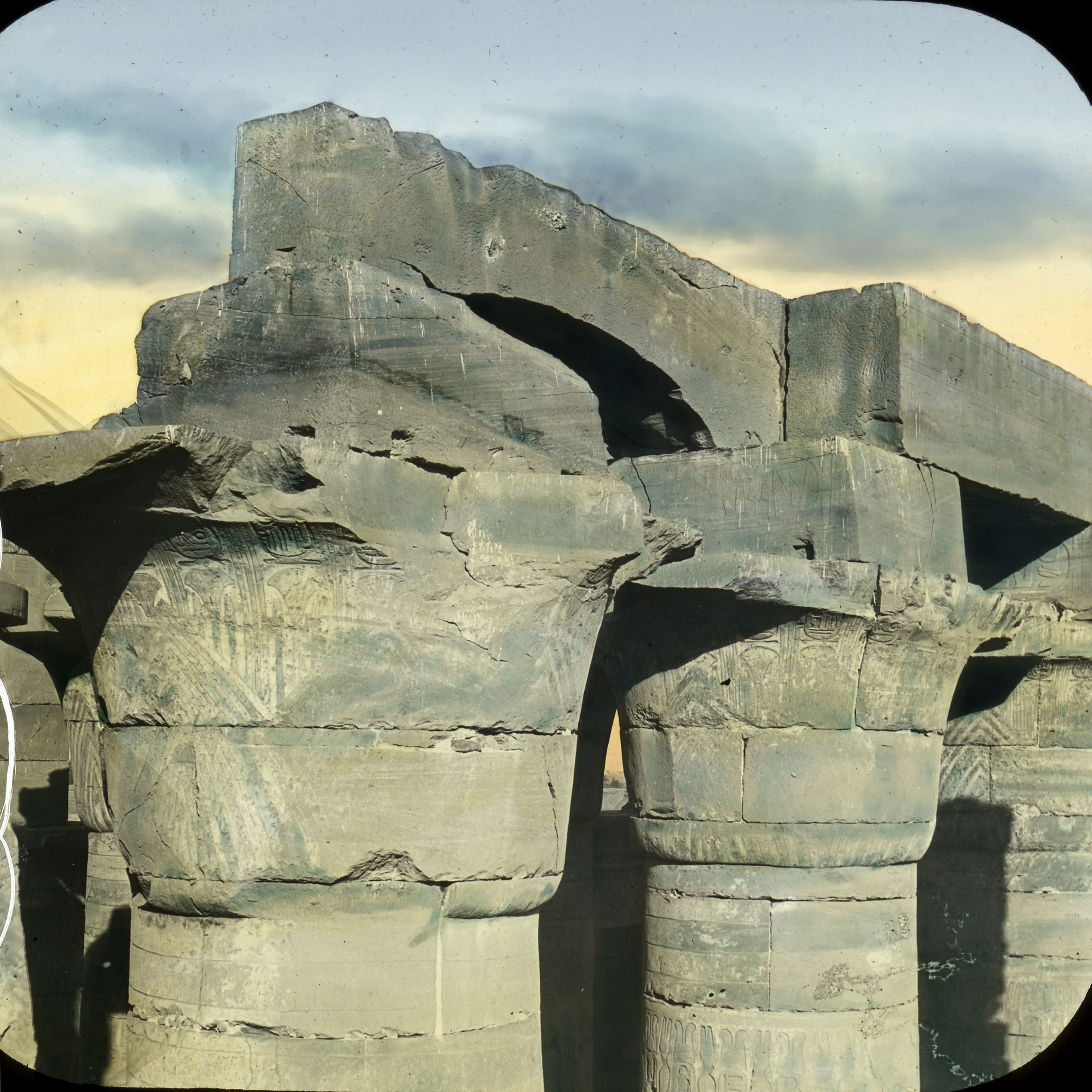
Karnak, grande salle hypostyle, Joseph Hawkes. Archives du Brooklyn Museum.
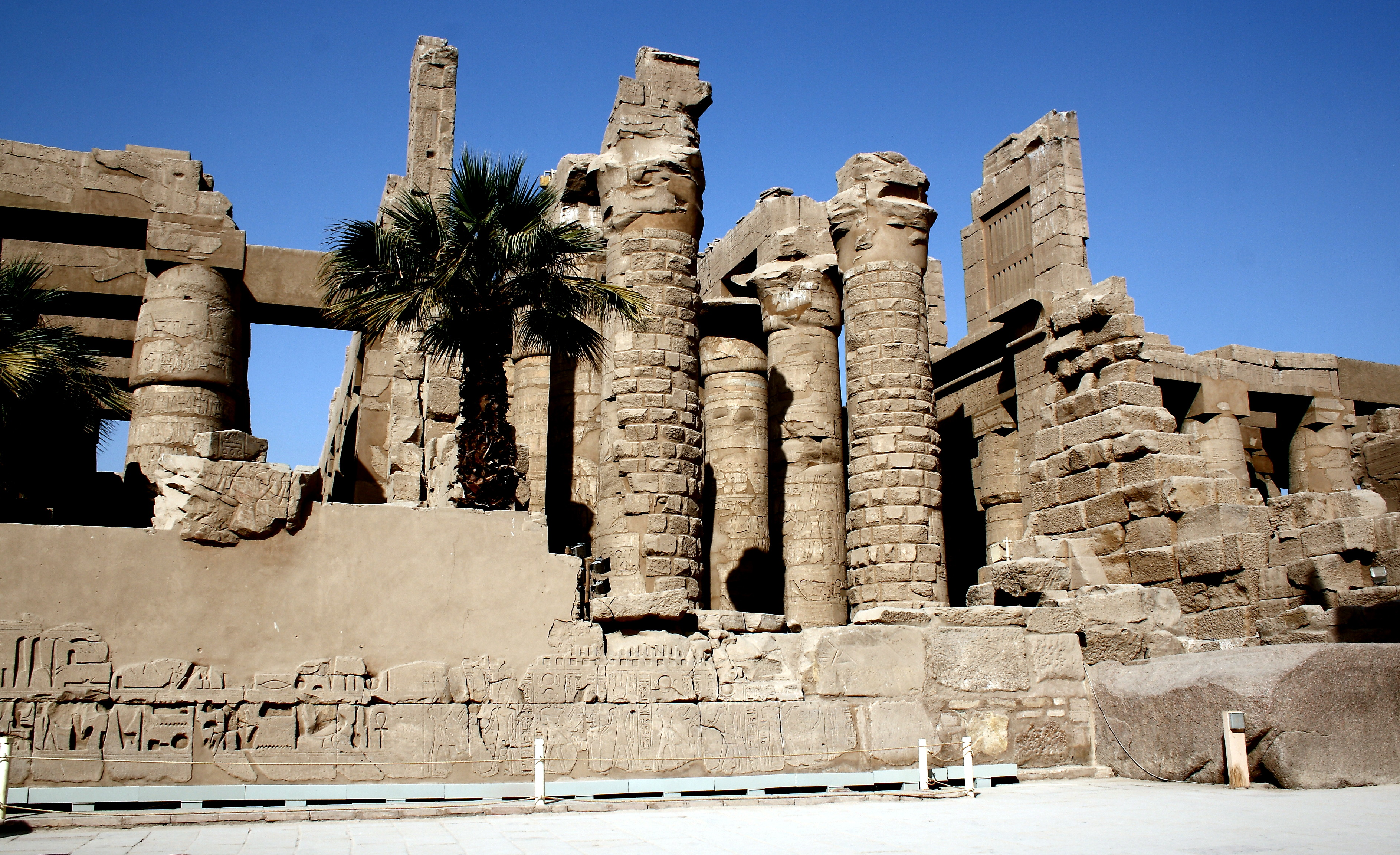
Karnak, temple.
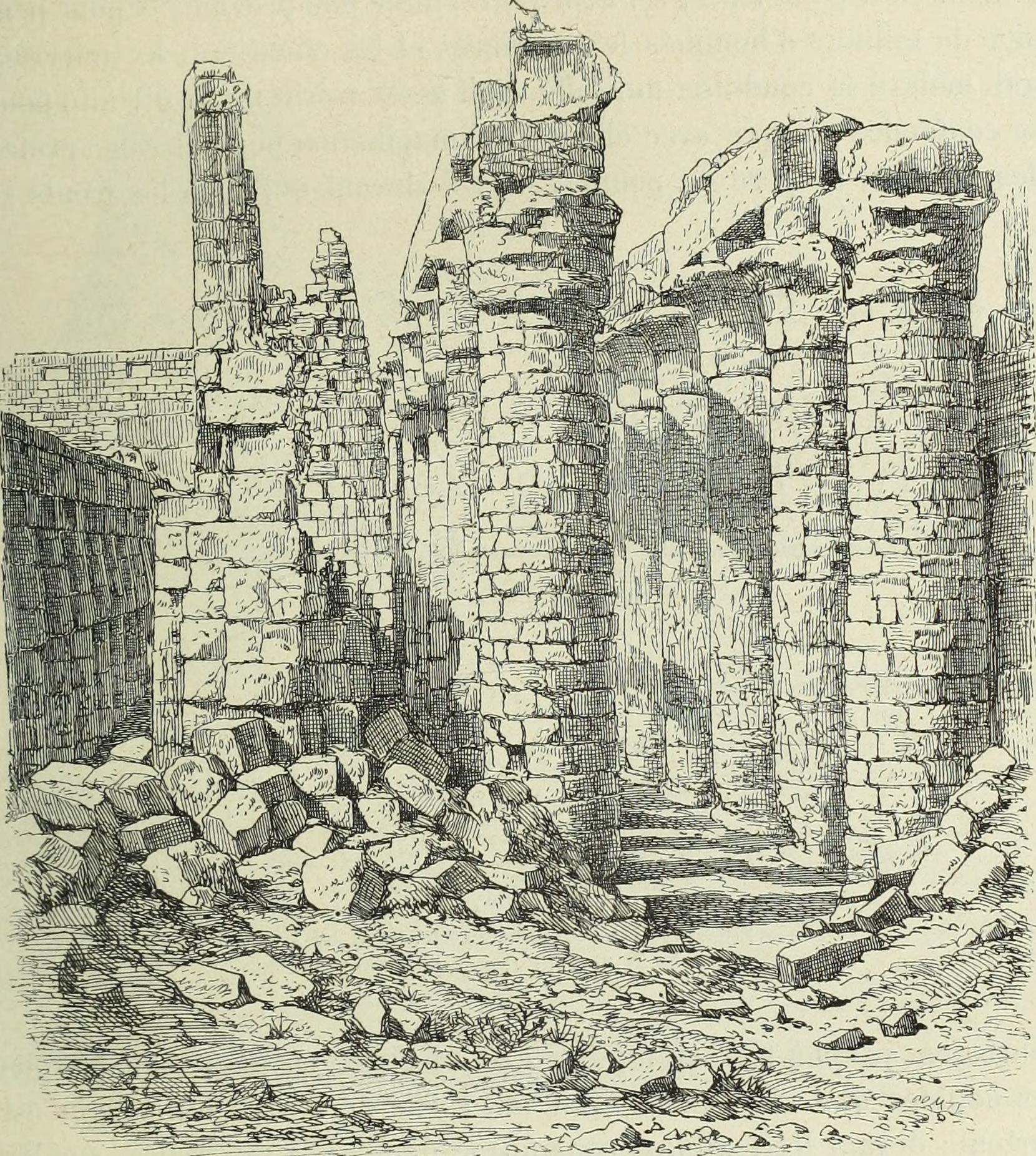
Même vue par Georges Perrot et Charles Chipiez, 1882[2].

Les murs extérieurs représentent des scènes de bataille, Séthi Ier au nord et Ramsès II au sud. Bien que ces reliefs aient des fonctions religieuses et idéologiques, ils sont des archives iconographiques importantes des guerres de ces rois. Sur un autre mur jouxtant le mur sud de la salle se trouve un enregistrement du traité de paix de Ramsès II avec les Hittites qu'il a signé en l'an 21 de son règne.
En 1899, onze des colonnes massives de la grande salle hypostyle se sont effondrées dans une réaction en chaîne car leurs fondations avaient été minées par les eaux souterraines. Georges Legrain, qui était alors l'archéologue en chef de la région, a supervisé la reconstruction qui s'est achevée en mai 1902. Plus tard, des travaux similaires ont dû se prolonger afin de renforcer le reste des colonnes du temple.